# Gerard Wiekens
Gerard Wiekens (Oude Pekela, 25 febbraio 1973) è un ex calciatore olandese, di ruolo difensore o centrocampista difensivo.

## Palmarès

### Club

#### Competizioni nazionali
- Football League Championship: 1

Manchester City: 2001-2002

### Individuale
- Giocatore dell'anno del Manchester City: 1

1999